# Władimir Bajerski
Władimir Bajerski (ros. Владимир Гелярович Баерский, ur. 27 listopada?/10 grudnia 1901 w Brodeckie, zm. 7 maja 1945 w Przybramie) – radziecki wojskowy, pułkownik Armii Czerwonej. Był synem Hilarego i Marii. Od 25 maja 1942 roku, w celu ochrony rodziny przed represjami, przyjął pseudonim Władimir Iljicz Bojarski (ros. Владимир Ильич Боярский). Był aktywnym działaczem rosyjskiego ruchu wyzwoleńczego od 1945 roku w stopniu generała–majora, początkowo Bajerski ps. Bojarski był zastępcą szefa sztabu Sił Zbrojnych Komitetu Wyzwolenia Narodów Rosji (ros. Вооружённых Cил Комитета Oсвобождения Hародов России (BC KOHР)). 

## Edukacja
Pracę rozpoczął jako monter–mechanik. W 1917 roku ukończył technikum w Kijowie, po czym zdobył wyższe wykształcenie cywilne i wojskowe. 20 sierpnia 1920 roku wstąpił do Armii Czerwonej, do 55 Pułku w 7 Dywizji Piechoty (strzeleckiej). W 1922 roku ukończył wydział pracy, a od 22 kwietnia 1922 roku był słuchaczem Armawirskich Kursów Piechoty. Od stycznia 1923 roku uczęszczał do II Szkoły Piechoty w Tbilisi. 5 lutego 1923 roku został mianowany dowódcą plutonu w 3 Zachodniej Szkole Piechoty. Od 6 sierpnia 1925 roku uczestniczył w doskonalących kursach taktyki piechoty dla wyższej kadry dowódczej Armii Czerwonej im. Kominternu w Moskwie. W 1926 r. ukończył studia ekonomiczne.  Od 4 maja 1934 r. do 24 października 1937 r. studiował taktykę piechoty w Akademii Wojskowej im. M.W. Frunze.

## Służba wojskowa
Był uczestnikiem wojny domowej, w czasie której był wielokrotnie ranny. Brał udział w działaniach wojennych na Ukrainie przeciw oddziałom Semena Petlury oraz Nastora Machno. W 1922 roku walczył przeciw powstańcom w Dagestanie.  W 1924 roku brał udział w tłumieniu powstania w Gruzji. Dowódcą kompanii w 111 Pułku Piechoty 37 Dywizji Piechoty został w 1925 roku. Od grudnia 1928 roku był zastępcą dowódcy batalionu w 111 Pułku Piechoty. W październiku 1929 roku został mianowany dowódcą batalionu w 111 Pułku Piechoty. Funkcję komendanta szkoły pułkowej pełnił od lipca 1930 roku. Od 1 stycznia 1931 roku pełnił obowiązki p.o. szefa sztabu 111 Pułku Piechoty a 1 kwietnia 1931 roku został zastępcą szefa sztabu 111 Pułku Piechoty. Szefem sztabu 111 Pułku Piechoty był od 20 lipca 1931 roku. Od czerwca 1932 został zastępcą ds. liniowych dowódcy 80 Pułku Piechoty. Od lipca 1932 roku do pierwszych miesięcy 1934 roku został przeniesiony do 80 Pułku Piechoty 27 Dywizji Piechoty w Witebsku, gdzie w listopadzie pełnił obowiązki dowódcy pułku. W maju 1934 roku rozkazem РВС СССР № 0284 został skierowany na studia w Akademii Wojskowej im. M.W. Frunze, którą ukończył z wyróżnieniem w 1937 roku. Rozkazem НКО СССР № 3418 z 17 września 1937 roku został awansowany do stopnia majora. Obowiązki wykładowcy taktyki na doskonalących kursach taktyki piechoty dla wyższej kadry dowódczej piechoty «Wystrzał» pełnił od 24 października 1937 roku, na podstawie rozkazu НКО СССР № 1050. W okresie masowych represji wobec wojskowych, 15 września 1938 roku, rozkazem НКО СССР № 1621 został przeniesiony do rezerwy. 7 marca 1939 roku został powołany z rezerwy i rozkazem НКО СССР № 01184 został mianowany zastępcą szefa sztabu 3 Dywizji Piechoty Kijowskiego Specjalnego Okręgu Wojskowego. W lipcu 1939 roku w związku z wybuchem walk radziecko–japońskich nad rzeką Chałchin–Goł, jego dywizja została skierowana do Syberyjskiego Okręgu Wojskowego, a następnie weszła w skład 2 Samodzielnej Armii na Dalekim Wschodzie. Latem 1940 roku został przeniesiony na dalekowschodni front (ДВФ) i mianowany zastępcą szefa Sztabu 18 Korpusu Piechoty w Dalekowschodnim Okręgu Wojskowym. 7 sierpnia 1940 roku został szefem oddziału operacyjnego i zastępca szefa sztabu 18 Korpusu Piechoty. Rozkazem НКО СССР № 04568 z 8 października 1940 roku został awansowany do stopnia podpułkownika. Na szefa operacyjnego oddziału 18 Korpusu Piechoty Frontu Dalekowschodniego został mianowany rozkazem НКО СССР № 0234 z 24 stycznia 1941 roku. Na podstawie rozkazu НКО СССР № 0781 z 26 marca 1941 roku został mianowany szefem sztabu 31 Korpusu Piechoty. W przededniu wojny 31 Korpus Piechoty wszedł w skład 5 Armii Kijowskiego Specjalnego Okręgu Wojennego. Po wybuchu wojny z Niemcami, rozkazem НКО СССР № 077 z 13 września 1941 roku został przeniesiony do Przywołżańskiego Okręgu Wojennego a następnie mianowany dowódcą 41 Dywizji Piechoty w (ros. ПриВО) Południowo–Zachodniego Frontu. Rozkazem НКО СССР № 047/3 z 12 grudnia 1941 roku został awansowany do stopnia pułkownika. W tym samym roku wstąpił do partii komunistycznej. Od pierwszych dni wojny 31 Korpus Piechoty brał udział w walkach na Froncie Południowo–Zachodnim a we wrześniu 1941 roku uległ całkowitemu rozbiciu. Bajerski wyszedł z okrążenia, lecz został ranny. Po wyleczeniu od końca listopada 1941 roku służył w Oddziale Operacyjnym Kierunku Południowo–Zachodniego. Od grudnia 1941 roku był w dyspozycji Rady Wojennej Nadwołżańskiego Okręgu Wojennego. 21 stycznia 1942 roku został mianowany p.o. dowódcy, a następnie dowódcą formowanej w okręgu, 41 Dywizji Piechoty. Dowodził nią w czasie ofensywy pod Charkowem. 41 Dywizja Piechoty 25 maja 1942 roku została otoczona i rozbita,  Bajerski został ranny i trafił do niewoli niemieckiej. W 1943 roku, rozkazem ГУК НКО СССР № 0627 został uznany za zaginionego bez wieści i wykreślony z list Armii Czerwonej.

## W Ruchu Wyzwolenia Narodów Rosji
Od 25 maja 1942 roku przebywał w niewoli. Został osadzony koło Winnicy, w specjalnym obozie, którego dowódcą był major Wehrmachtu Karl von Stauffenberg. W obozie, w celu ochrony rodziny przed represjami, podał się za Ukraińca o nazwisku Władimir Iljicz Bojarski i pod tym pseudonimem był znany jako uczestnik ruchu Własowa. 3 sierpnia 1942 roku, wraz z generałem Andriejem Andriejewiczem Własowem napisał petycję do dowództwa Wehrmachtu, w której nalegał na podjęcie walki politycznej przeciwko władzy radzieckiej, poprzez stworzenie rosyjskiego ośrodka do formowania Rosyjskiej Armii Wyzwoleńczej (POA). 1 września 1942 r. został mianowany dowódcą doświadczalnej części Ludowo Nacjonalistycznej Armii Rosyjskiej (РННА) w Grupie Armii Środek w rejonie Smoleńska. Na tym stanowisku zastąpił uczestnika Białego Ruchu pułkownika Konstantina Kromiadi. Do października 1942 r. doprowadził do wzrostu stanu liczebnego РННА do 8000 żołnierzy, sugerując przerzucenie części wojsk na moskiewski odcinek frontu wschodniego. W październiku 1942 roku odmówił wykonania rozkazu feldmarszałka Günthera von Kluge o rozbrojeniu РННА i rozdzieleniu jej na bataliony, przemundurowaniu w niemieckie mundury polowe i podporządkowaniu batalionom Wehrmachtu. W rezultacie, wraz z liderem politycznym РННА Gieorgijem Żylenkowem, został aresztowany przez SD i wysłany do Berlina, a РННА przekształcona w 700 Pułk Ochotniczy Wermachtu pod dowództwem pułkownika Karetti. Po krótkim areszcie został zwolniony i wysłany do sztabu 16 Armii Wehrmachtu, gdzie objął stanowisko oficera do spraw zarządzania i szkolenia ochotniczych wojsk ze wschodu. Uznany za trudnego, wymagającego i kapryśnego w stosunku do komendantury armii niemieckiej, a także, jak podano w uzasadnieniu kłótliwy charakter, został usunięty ze stanowiska dowódcy 16 Armii przez generała–feldmarszałka Ernsta Buscha. Latem 1943 roku przyłączył się do ruchu Własowa, wziął udział w licznych inspekcjach ochotniczych wschodnio–rosyjskich batalionów. Następnie, pułkownik W. Bajerski ps. W.I. Bojarski włączył się do wielkiej polityki i uczestniczył w tworzeniu Sił Zbrojnych Komitetu Wyzwolenia Narodów Rosji (BC КОНР) oraz tworzeniu programu politycznego BC KОНР. We wrześniu 1943 r. zaczął redagować „Oficerskij Biulletien” Rosyjskiej Armii Wyzwoleńczej (POA). 28 października 1944 r. został mianowany zastępcą szefa sztabu ВС КОНР generała–majora Fiodora Truchina, a 28 stycznia 1945 r. zastępcą szefa sztabu Wojsk (następnie Sił Zbrojnych) KWNR (КОНР). 27 lutego 1945 r. został awansowany do stopnia generała–majora ВС КОНР. Wiosną 1945 roku, w czasie ewakuacji ВС КОНР, był członkiem grupy Południowej ВС КОНР pod dowództwem generała–majora Fiodora Truchina. 5 maja 1945 r., zgodnie z rozkazem generała Fiodora Truchina, opuścił wieś Razboden pod Kaplicami (Czechy) i udał się w kierunku Pragi, w celu nawiązania łączności z pierwszą dywizją Grupy Północnej generała–majora Siergieja Bunaczenko, oraz z generałem A.A. Własowem. Podczas podróży przez Przybram, został aresztowany przez czeskich partyzantów o orientacji prosowieckiej, pod dowództwem rosyjskiego kapitana Eugeniusza Antonowicza Olesińskiego (ros. Евгений Антонович Олесинский), kapitana NKWD ps. Smirnow. W odpowiedzi na przemoc zastosowaną przez Smirnowa, Bajerski, jako wyższy rangą, spoliczkował go i natychmiast, bez sądu, został powieszony. Pochowano go na cmentarzu Olszańskim w Pradze.